# Флаг Ирака
Флаг Ира́ка (араб. علم العراق‎) — официальный государственный символ Республики Ирак. Представляет собой прямоугольное полотнище из трёх равновеликих горизонтальных полос: верхней — красного, средней — белого и нижней — чёрного цвета с арабской надписью зелёным цветом «Аллах — Всевышний» («Аллаху Акбар») на белой полосе. Отношение ширины флага к его длине — 2:3.

## История флага

### 1921—1959
В 1920 году мандатом Лиги Наций было создано Государство Ирак, преобразованное в 1921 году в королевство (Кувейт, ранее входящий в вилайет Басра, англичане оставили за собой в качестве «нефтеносной колонии»). С 1920 по 1924 г. флаг Ирака напоминал современный флаг Иордании: 3 горизонтальных полосы (чёрная, белая и зелёная) и красный треугольник у древка. С 1924 по 1958 г. флаг немного изменился: у красного треугольника срезали вершину, превратив в трапецию и украсив 2 белыми семиконечными звёздами.

### 1959—1963
14 июня 1958 г. в результате военного переворота монархия была свергнута, король убит и провозглашена республика. При новом лидере государства Абд аль-Керим Касеме иракское правительство приняло Закон 102 от 1959 года о флаге. Новый флаг представлял собой полотнище из 3 вертикальных полос чёрного, белого и зелёного цветов. В центре, на белой полосе была помещена красно-жёлтая восьмиконечная звезда в виде солнца. Чёрный и зелёный цвета представляют панарабизм, жёлтое солнце символизирует курдское меньшинство, в то время как красная звезда символизирует ассирийское меньшинство.

### 1963—1991
В феврале 1963 г. произошёл военный переворот сторонников насеризма и партии Баас. Флаг опять претерпел изменения, приняв почти такой же вид, как сегодня. Первый вариант баасистского флага Ирака представлял собой горизонтальное прямоугольное полотнище из трёх равновеликих горизонтальных полос — красной, белой и чёрной. В центре белой полосы размещались три зелёных звезды, символизирующие лозунги партии «Баас»: единство, свободу и социализм.

### 1991—2004
Государственный флаг Ирака при режиме Саддама Хуссейна представлял собой горизонтальное прямоугольное полотнище из трёх равновеликих горизонтальных полос — красной, белой и чёрной. В центре белой полосы размещались три зелёных звезды и такбир почерком Саддама Хусейна. Красный цвет символизирует неистовство борьбы против врагов ислама (по другой версии, красный цвет — символ доисламской традиционной религии арабов), белый цвет символизирует великодушие и благородство арабов (единство и победу арабов), а чёрная полоса означает великое прошлое арабов (траур по погибшим героям). Зелёный цвет — символ ислама. Три звезды на флаге сохранились в память о существовавшей ранее тройственной федерации между Египтом, Сирией и Ираком.

### 2004—2008
В 2004 г. Временное правительство Ирака хотело принять новый флаг страны — белое полотнище с голубым полумесяцем и тремя равновеликими полосами в нижней части полотнища (синей, жёлтой и синей). Полумесяц — символ ислама, синие полосы символизируют реки Тигр и Евфрат, а жёлтая полоса — символизирует Курдистан. Флаг не получил поддержки населения Ирака (вследствие сходства с флагом Израиля). В итоге остался старый флаг, но с одним исключением: такбир теперь стал писаться с использованием почерка куфи.

### 2008—настоящее время
22 января 2008 г. парламент Ирака большинством голосов отказался от старого государственного флага. За законопроект проголосовали 110 из 165 депутатов. С флага были удалены три зелёных пятиконечных звезды. Они символизировали три основных цели возглавляемой Саддамом Хусейном партии БААС. Также была изменена графика написания такбира.
На отмене действовавшего флага со звездами особенно настаивали иракские курды. Их представители даже пригрозили, что будут его бойкотировать на предстоящей панарабской конференции в иракском Курдистане в феврале 2008 года. Кроме того, курдское население Ирака настаивает на том, чтобы среди цветов государственного флага обязательно фигурировал жёлтый, который присутствует на флаге иракского Курдистана.
5 февраля 2008 г. новый флаг был впервые поднят над государственными учреждениями страны.
Несмотря на появлявшиеся сообщения о разработке абсолютно новых флага и герба Ирака, данный флаг по-прежнему используется.